# 9564 Jeffwynn
9564 Jeffwynn este un asteroid care intersectează orbita planetei Marte.

## Descriere
9564 Jeffwynn este un asteroid care intersectează orbita planetei Marte. El prezintă o orbită caracterizată de o semiaxă mare de 2,34 ua, o excentricitate de 0,32 și o înclinație de 22,3° în raport cu ecliptica.